# Bocos de Duero
Bocos de Duero é um município da Espanha na província de Valladolid, comunidade autónoma de Castela e Leão, de área 6,34 km² com população de 64 habitantes (2007) e densidade populacional de 10,09 hab./km².

## Demografia
| Variação demográfica do município entre 1991 e 2004 | Variação demográfica do município entre 1991 e 2004 | Variação demográfica do município entre 1991 e 2004 | Variação demográfica do município entre 1991 e 2004 |
| --------------------------------------------------- | --------------------------------------------------- | --------------------------------------------------- | --------------------------------------------------- |
| 1991                                                | 1996                                                | 2001                                                | 2004                                                |
| 103                                                 | 84                                                  | 77                                                  | 74                                                  |